# Akkordant
Ein Akkordant ist generell ein Arbeiter, der im Akkord arbeitet.
Im deutschschweizerischen Sprachraum bezeichnet man mit diesem Ausdruck einen Kleinunternehmer.
Im 19. Jahrhundert traten Akkordanten als Subunternehmer in den großen Bauprojekten auf, in denen sie im Wettbewerb durch günstige Angebote den Zuschlag für Teilprojekte und Bauabschnitte gewannen. Zur Durchführung nahmen sie Fremdarbeiter aus Drittländern unter Vertrag. In den entsprechenden Leistungsvereinbarungen dieser Zeit tritt immer wieder dort, wo man den Standardausdruck Auftragnehmer erwartet, der Begriff Akkordant auf.